# Widzew Łódź
Widzew Łódź [ˈvidzɛf ˈwutɕ] (offiziell RTS Widzew Łódź SA) ist ein polnischer Fußballverein, der nach dem Łódźer Stadtteil Widzew benannt ist.

## Geschichte
Er wurde am 5. November 1910 als TMRF Widzew gegründet, bedeutet „Verein für körperliche Entwicklung“ (auf Polnisch: Towarzystwo Miłośników Rozwoju Fizycznego) und ist nach dem Stadtteil Widzew in der Stadt Łódź benannt, in dem sich das Stadion befindet. Bis 2014 stand die Abkürzung „RTS“ für Arbeitersportverein (auf Polnisch: Robotnicze Towarzystwo Sportowe). Nach dem Zusammenbruch des Vereins im Jahr 2014 wurde er auf Initiative der Fans unter dem Namen „Reaktivierung der Sporttraditionen Widzew Łódź“ wieder aufgebaut (auf Polnisch: Reaktywacja Tradycji Sportowych Widzew Łódź). Der Verein ist jedoch seinen Wurzeln in der Arbeiterklasse treu geblieben. Daher fungiert er im Bewusstsein der Bevölkerung immer noch als Arbeitersportverein, und das Jahr 1910 gilt als sein Gründungsdatum. Gegründet wurde der Club ursprünglich bei der Heinzel und Kunitzer Aktiengesellschaft. Genauer gesagt wurde der Club von polnischen Arbeitern und deutschen Industriellen gegründet. Drei Jahre später (ca. 1913) wurde Oskar Kohn Generaldirektor der Widzew Munufaktura, auch bekannt als WIMA. Da Lodz damals unter der Herrschaft des russischen Zaren stand, konnte das Adjektiv „Arbeiter“ im ursprünglichen Namen nicht verwendet werden. Der Name des Vereins wurde nach der Wiedererlangung der Unabhängigkeit Polens geändert. Diese Änderung wurde von den damaligen Aktivisten der Polnischen Sozialistischen Partei vorgenommen (auf Polnisch: Polska Partia Socjalistyczna), die sich und dem Verein zum Ziel gesetzt hatten, die Körperkultur unter der Arbeiterbevölkerung von Lodz zu fördern. Die traditionellen Mannschaftsfarben sind Rot und Weiß. Der Verein ist viermaliger polnischer Meister und gewann je einmal den polnischen Pokal sowie den polnischen Superpokal. In der Saison 1982/83 erreichte man das Halbfinale im Europapokal der Landesmeister. Nachdem man im Spieljahr 2002/03 als 9. der polnischen Meisterschaft abschloss, stieg man im folgenden Jahr als Letzter der Tabelle in die 2. Liga ab. Widzew Łódź schaffte in der Saison 2005/06 den sofortigen Wiederaufstieg in die Ekstraklasa als Tabellenerster. Im Januar 2008 wurde der Verein nach einem Manipulationsskandal zum Zwangsabstieg verurteilt und musste in der Saison 2008/09 in der 1. Liga, der zweithöchsten polnischen Spielklasse antreten. Eigentlich sollte der Verein in die 2. Liga, die dritthöchste Spielklasse, zurückgestuft werden, weil Widzew auch nach sportlichen Kriterien abgestiegen wäre. Jedoch entschied man sich, Widzew in der 1. Liga antreten zu lassen.
Seit der Saison 2008/09 ist der Verein im Privatbesitz eines polnischen Geschäftsmannes. Da Widzew die Saison nach dem Zwangsabstieg als Tabellenerster abschloss, wurde am 25. Juni 2009 vom Sportgericht entschieden, ob Widzew in der Saison 2009/10 in der Ekstraklasa antreten darf oder noch eine weitere Saison in der 1. Liga verweilen muss. Der polnische Verband annullierte den sportlichen Aufstieg und erteilte dem Verein keine Lizenz. 2009/10 wiederholte Widzew die Meisterschaft und erreichte den Aufstieg in die Ekstraklasa. In der Saison 2013/14 belegte der Club in der Ekstraklasa den letzten Tabellenplatz und stieg in die zweitklassige 1. Liga ab. 2014/15 gelang es Widzew nicht, in der 1. Liga die Klasse zu halten, dazu kamen erhebliche finanzielle Probleme. Daraufhin wurde Widzew wegen Mängeln in den Lizenzierungsunterlagen durch den polnischen Verband PZPN die Lizenz für die 2. Liga entzogen und für die Saison 2015/16 in die fünftklassige 4. Liga zurückgestuft. Unterdessen wurde der Bau des neuen Stadions vorangetrieben. In der Saison 2015/16 sicherte Widzew sich als Erster den Aufstieg in die 3. Liga (4. Spielklasse). In der Saison 2017/18 schaffte der Verein den Aufstieg in die 2. Liga. In der Saison 2019/20 schaffte der Verein den Aufstieg in die 1. Liga. Zur Saison 2022/23 spielte Widzew wieder in der Ekstraklasa. Der Verein ist dafür bekannt, dass er einige der leidenschaftlichsten und zahlreichsten Fans im ganzen Land hat.

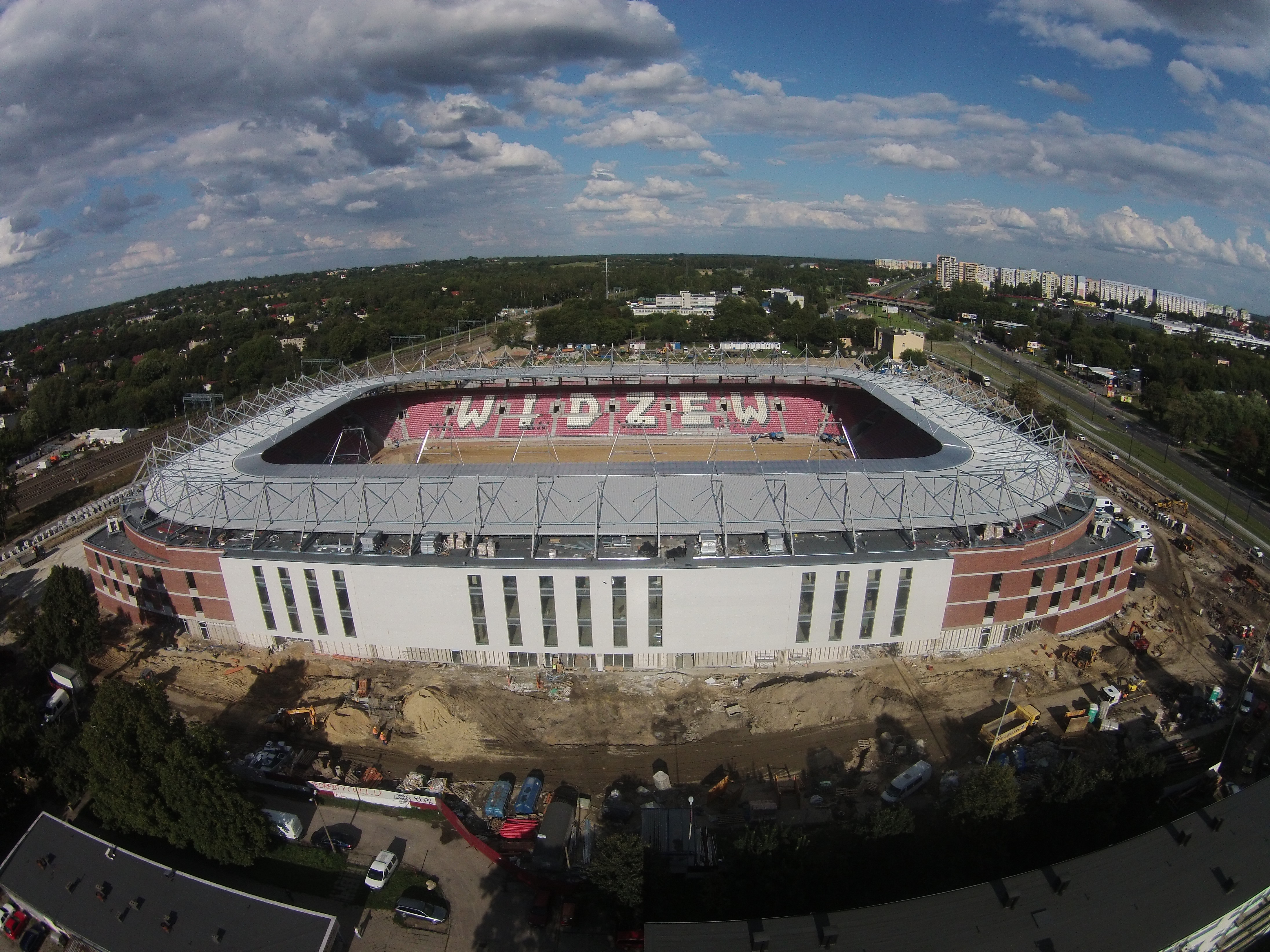
Widzew-Stadion

## Stadion
Die Mannschaft trägt ihre Heimspiele im Widzew-Stadion (polnisch Stadion Widzewa Łódź) aus. Das ursprünglich 1930 in Eigenarbeit von damaligen Mitgliedern des Vereins errichtete Stadion bot 10.500 Zuschauern Platz (ausschließlich Sitzplätze). Nach dem letzten Spiel am 22. November 2014 wurde das alte Stadion von Januar 2015 bis Februar 2017 durch einen Neubau mit 18.018 Sitzplätzen ersetzt. Der inoffizielle, aber häufig verwendete Name des Stadions lautet Herz von Lodz (auf Polnisch: Serce Łodzi).

## Aktueller Kader 2024/25
(Stand: 26. Februar 2025)
| Nr. |              | Position | Name                 |
| --- | ------------ | -------- | -------------------- |
| 1   | Polen        | TW       | Rafał Gikiewicz      |
| 2   | Portugal     | AB       | Luís Silva           |
| 3   | Slowakei     | AB       | Samuel Kozlovský     |
| 4   | Polen        | AB       | Mateusz Żyro         |
| 6   | Albanien     | MF       | Juljan Shehu         |
| 7   | Polen        | MF       | Jakub Łukowski       |
| 8   | Nigeria      | ST       | Hilary Gong          |
| 10  | Spanien      | MF       | Fran Álvarez         |
| 15  | Spanien      | AB       | Juan Ibiza           |
| 16  | Danemark     | AB       | Peter Therkildsen    |
| 17  | Polen        | ST       | Hubert Sobol         |
| 18  | Polen        | ST       | Daniel Gryzio        |
| 19  | Polen        | MF       | Bartłomiej Pawłowski |
| 21  | Polen        | AB       | Paweł Kwiatkowski    |
| 23  | Polen        | MF       | Leon Madej           |
| 24  | Griechenland | AB       | Polydefkis Volanakis |

| Nr. |                         | Position | Name               |
| --- | ----------------------- | -------- | ------------------ |
| 25  | Tschechien              | MF       | Marek Hanousek     |
| 29  | Slowakei                | ST       | Ľubomír Tupta      |
| 30  | Polen                   | AB       | Jakub Grzejszczak  |
| 31  | Polen                   | TW       | Mikołaj Biegański  |
| 33  | Polen                   | TW       | Jan Krzywanski     |
| 37  | Deutschland             | MF       | Sebastian Kerk     |
| 44  | Frankreich              | MF       | Noah Diliberto     |
| 55  | Polen                   | MF       | Szymon Czyż        |
| 62  | Kosovo                  | AB       | Lirim Kastrati     |
| 70  | Polen                   | ST       | Nikodem Stachowicz |
| 73  | Polen                   | MF       | Kajetan Radomski   |
| 77  | Polen                   | ST       | Jakub Sypek        |
| 78  | Polen                   | ST       | Kamil Cybulski     |
| 91  | Polen                   | AB       | Marcel Krajewski   |
| 92  | Portugal                | ST       | Fábio Nunes        |
| 99  | Bosnien und Herzegowina | ST       | Said Hamulić       |

## Erfolge
- Polnischer Meister: 1980/81, 1981/82, 1995/96, 1996/97
- Polnischer Pokalsieger: 1984/85
- Polnischer Supercupsieger: 1996
- Halbfinalist im Europapokal der Landesmeister 1982/83
- Meister der 2. Polnischen Liga: 1975, 2005/06, 2008/09, 2009/10

## Europapokalbilanz
| Saison    | Wettbewerb                    | Runde                  | Gegner               | Gesamt          | Hin     | Rück          |
| --------- | ----------------------------- | ---------------------- | -------------------- | --------------- | ------- | ------------- |
| 1977/78   | UEFA-Pokal                    | 1. Runde               | Manchester City      | (a)2:2(a)       | 2:2 (A) | 0:0 (H)       |
| 1977/78   | UEFA-Pokal                    | 2. Runde               | PSV Eindhoven        | 3:6             | 3:5 (H) | 0:1 (A)       |
| 1979/80   | UEFA-Pokal                    | 1. Runde               | AS Saint-Étienne     | 2:4             | 2:1 (H) | 0:3 (A)       |
| 1980/81   | UEFA-Pokal                    | 1. Runde               | Manchester United    | (a)1:1(a)       | 1:1 (A) | 0:0 (H)       |
| 1980/81   | UEFA-Pokal                    | 2. Runde               | Juventus Turin       | 4:4 (4:1 i. E.) | 3:1 (H) | 1:3 n. V. (A) |
| 1980/81   | UEFA-Pokal                    | 3. Runde               | Ipswich Town         | 1:5             | 0:5 (A) | 1:0 (H)       |
| 1981/82   | Europapokal der Landesmeister | 1. Runde               | RSC Anderlecht       | 2:6             | 1:4 (H) | 1:2 (A)       |
| 1982/83   | Europapokal der Landesmeister | 1. Runde               | Hibernians FC        | 7:2             | 4:1 (A) | 3:1 (H)       |
| 1982/83   | Europapokal der Landesmeister | 2. Runde               | SK Rapid Wien        | 6:5             | 1:2 (A) | 5:3 (H)       |
| 1982/83   | Europapokal der Landesmeister | Viertelfinale          | FC Liverpool         | 4:3             | 2:0 (H) | 2:3 (A)       |
| 1982/83   | Europapokal der Landesmeister | Halbfinale             | Juventus Turin       | 2:4             | 0:2 (A) | 2:2 (H)       |
| 1983/84   | UEFA-Pokal                    | 1. Runde               | IF Elfsborg          | (a)2:2(a)       | 0:0 (H) | 2:2 (A)       |
| 1983/84   | UEFA-Pokal                    | 2. Runde               | Sparta ČKD Prag      | 1:3             | 1:0 (H) | 0:3 (A)       |
| 1984/85   | UEFA-Pokal                    | 1. Runde               | Aarhus GF            | 2:1             | 2:0 (H) | 0:1 (A)       |
| 1984/85   | UEFA-Pokal                    | 2. Runde               | Bor. Mönchengladbach | (a)3:3(a)       | 2:3 (A) | 1:0 (H)       |
| 1984/85   | UEFA-Pokal                    | 3. Runde               | FK Dinamo Minsk      | 1:2             | 0:2 (H) | 1:0 (A)       |
| 1985/86   | Europapokal der Pokalsieger   | 1. Runde               | Galatasaray Istanbul | (a)2:2(a)       | 0:1 (A) | 2:1 (H)       |
| 1986/87   | UEFA-Pokal                    | 1. Runde               | LASK Linz            | 2:1             | 1:1 (A) | 1:0 (H)       |
| 1986/87   | UEFA-Pokal                    | 2. Runde               | Bayer 05 Uerdingen   | 0:2             | 0:0 (H) | 0:2 (A)       |
| 1992/93   | UEFA-Pokal                    | 1. Runde               | Eintracht Frankfurt  | 02:11           | 2:2 (H) | 0:9 (A)       |
| 1995/96   | UEFA-Pokal                    | 1. Runde               | Bangor City          | 5:0             | 4:0 (A) | 1:0 (H)       |
| 1995/96   | UEFA-Pokal                    | 2. Runde               | Tschornomorez Odessa | 1:1 (5:6 i. E.) | 0:1 (A) | 1:0 n. V. (H) |
| 1996/97   | UEFA Champions League         | Qualifikation          | Brøndby IF           | (a)4:4(a)       | 2:1 (H) | 2:3 (A)       |
| 1996/97   | UEFA Champions League         | Gruppenphase           | Borussia Dortmund    | 3:4             | 1:2 (A) | 2:2 (H)       |
| 1996/97   | UEFA Champions League         | Gruppenphase           | Atlético Madrid      | 1:5             | 1:4 (H) | 0:1 (A)       |
| 1996/97   | UEFA Champions League         | Gruppenphase           | Steaua Bukarest      | 2:1             | 0:1 (A) | 2:0 (H)       |
| 1997/98   | UEFA Champions League         | 1. Qualifikationsrunde | Neftçi Baku PFK      | 10:00           | 2:0 (A) | 8:0 (H)       |
| 1997/98   | UEFA Champions League         | 2. Qualifikationsrunde | AC Parma             | 1:7             | 1:3 (H) | 0:4 (A)       |
| 1997/98   | UEFA-Pokal                    | 1. Runde               | Udinese Calcio       | 1:3             | 1:0 (H) | 0:3 (A)       |
| 1999/2000 | UEFA Champions League         | 2. Qualifikationsrunde | Litex Lowetsch       | 5:5 (3:2 i. E.) | 1:4 (A) | 4:1 n. V. (H) |
| 1999/2000 | UEFA Champions League         | 3. Qualifikationsrunde | AC Florenz           | 1:5             | 1:3 (A) | 0:2 (H)       |
| 1999/2000 | UEFA-Pokal                    | 1. Runde               | Skonto Riga          | 2:1             | 0:1 (A) | 2:0 (H)       |
| 1999/2000 | UEFA-Pokal                    | 2. Runde               | AS Monaco            | 1:3             | 1:1 (H) | 0:2 (A)       |

Gesamtbilanz: 66 Spiele, 23 Siege, 12 Unentschieden, 31 Niederlagen, 86:108 Tore (Tordifferenz −22)

## Ehemalige Spieler
- Hachem Abbès
- Edgar Bernhardt
- Daniel Bogusz
- Zbigniew Boniek
- Uli Borowka
- Aléx Bruno
- Sławomir Chałaśkiewicz
- Marek Citko
- Jacek Dembiński
- Anatoliy Demyanenko
- Dariusz Dziekanowski
- Marek Dziuba
- Bartłomiej Grzelak
- Levon Hayrapetyan
- Paweł Janas
- Kevin Pierre Lafrance
- Sławomir Majak
- Radosław Michalski
- Andrij Michaltschuk
- Józef Młynarczyk
- Marek Pięta
- Kazimierz Przybyś
- Riku Riski
- Włodzimierz Smolarek
- Krzysztof Surlit
- Maciej Szczęsny
- Mirosław Szymkowiak
- Aleksejs Višņakovs
- Eduards Višņakovs
- Artur Wichniarek
- Roman Wójcicki
- Wiesław Wraga
- Marcin Zając
- Władysław Żmuda